# Moussa Limane
Moussa Limane (Bangui, 7 maggio 1992) è un calciatore centrafricano, attaccante del Cotonsport Garoua.